# Zont1x
Мирослав Александрович Плахотя (укр. Мирослав Олександрович Плахотя; род. 20 июля 2005) — украинский киберспортсмен по Counter-Strike, более известный под ником zont1x, выступающий за команду Team Spirit. Чемпион Perfect World Shanghai Major 2024.

## Биография
Мирослав Плахотя родился 20 июля 2005 года в Луганской области Украины. В одном из интервью он упомянул, что начал играть в компьютерные игры с раннего детства, а особое внимание уделил серии Counter-Strike, которая позже стала для него ключевым направлением карьеры в киберспорте.
В 2020 году Мирослав привлёк внимание киберспортивного сообщества, сыграв несколько матчей за команду Marlian. Несмотря на то, что состав этой команды часто менялся, выступления молодого игрока продемонстрировали его потенциал и способность конкурировать на высоком уровне.
В 2021 году академия Team Spirit, специализирующаяся на поиске и развитии талантливых подростков, заметила успехи Плахоти и включила его в состав своей молодёжной команды Team Spirit Academy. К 2023 году Мирослав «zont1x» Плахотя был переведён в основной состав Team Spirit, где стал одним из ключевых участников команды. В этот период в связи с российским вторжением в Украину организация вместе со всеми своими сотрудниками и игроками, переехала из России в Белград.

## Игровая карьера
Киберспортивную карьеру zont1x начал в 2020 году, когда он присоединился к украинской команде Marlian, где провёл около месяца<.
В марте 2021 года zont1x стал игроком Team Spirit Academy, молодёжной академии Team Spirit. 5 июля 2023 года zont1x перешёл в основной состав Team Spirit, где продолжил демонстрировать высокий уровень игры и помогал команде достигать значительных успехов на международной арене.
В 2023 году zont1x вместе с Team Spirit одержал победы на турнирах Dunav Party LAN и BetBoom Dacha Dubai 2023, утвердившись как один из ключевых игроков коллектива.
11 февраля 2024 года zont1x и его команда завоевали золотые медали на турнире Intel Extreme Masters Katowice 2024 , что позволило Team Spirit получить приглашения на такие крупные события, как IEM Cologne 2024, BLAST Premier World Final и Кубок мира по киберспорту 2024.
16 июня 2024 года Team Spirit заняла первое место на BLAST Premier: Spring Final 2024, подтвердив свой статус одной из сильнейших команд мирового уровня.
15 декабря 2024 года zont1x в составе Team Spirit стал победителем Perfect World Shanghai Major 2024, обыграв в финале FaZe Clan со счётом 2:1.
26 января 2025 года Team Spirit одержала победу на BLAST Bounty Spring 2025, где в финале победила турецкую команду Eternal Fire(ныне -- Aurora) со счётом 3:1.
18 мая 2025 года Team Spirit одержала победу на PGL Astana 2025,где в финале победила датскую команду Astralis со счётом 3:1.
3 августа 2025 года Team Spirit одержала победу на IEM Cologne 2025, где обыграли в финале MOUZ со счётом 3:0.
17 августа 2025 года Team Spirit одержала победу на BLAST Bounty 2025 Season 2 Finals, где обыграли в финале The MongolZ со счётом 3:0.

## Достижения и награды
Командные достижения на крупных киберспортивных турнирах по Counter-Strike 2:
| Год  | Место | Турнир                               | Команда     | Место проведения | Приз (доллары США) | Источник |
| ---- | ----- | ------------------------------------ | ----------- | ---------------- | ------------------ | -------- |
| 2023 | 1     | PARI Dunav Party LAN                 | Team Spirit | Белград          | 30 000             | [ 3 ]    |
| 2023 | 2     | CCT Season 1 Online Finals #2        | Team Spirit | Online           | 40 000             | [ 12 ]   |
| 2023 | 1     | BetBoom Dacha 2023                   | Team Spirit | Дубай            | 180 000            | [ 13 ]   |
| 2024 | 1     | IEM Katowice 2024                    | Team Spirit | Катовице         | 400 000            | [ 5 ]    |
| 2024 | 5—8   | PGL CS2 Major Copenhagen 2024        | Team Spirit | Копенгаген       | 45 000             | [ 14 ]   |
| 2024 | 2     | BetBoom Dacha Belgrade 2024          | Team Spirit | Белград          | 100 000            | [ 15 ]   |
| 2024 | 3—4   | IEM Dallas 2024                      | Team Spirit | Даллас           | 20 000             | [ 16 ]   |
| 2024 | 1     | BLAST Premier: Spring Final 2024     | Team Spirit | Лондон           | 200 000            | [ 6 ]    |
| 2024 | 5—8   | Esports World Cup 2024               | Team Spirit | Эр-Рияд          | 40 000             | [ 17 ]   |
| 2024 | 1     | BetBoom Dacha Belgrade 2024 Season 2 | Team Spirit | Белград          | 250 000            | [ 18 ]   |
| 2024 | 2     | BLAST Premier World Final 2024       | Team Spirit | Сентоса          | 250 000            | [ 19 ]   |
| 2024 | 1     | Perfect World Shanghai Major 2024    | Team Spirit | Шанхай           | 500 000            | [ 7 ]    |
| 2025 | 1     | BLAST Bounty 2025 Season 1 Finals    | Team Spirit | Копенгаген       | 288 125            | [ 8 ]    |
| 2025 | 2     | IEM Katowice 2025                    | Team Spirit | Катовице         | 180 000            | [ 20 ]   |
| 2025 | 3—4   | ESL Pro League Season 21             | Team Spirit | Стокгольм        | 80 000             | [ 21 ]   |
| 2025 | 1     | PGL Astana 2025                      | Team Spirit | Астана           | 200 000            | [ 9 ]    |
| 2025 | 1     | IEM Cologne 2025                     | Team Spirit | Кёльн            | 400 000            | [ 10 ]   |
| 2025 | 1     | BLAST Bounty 2025 Season 2 Finals    | Team Spirit | Мальта           | 287 713            | [ 22 ]   |